# Fresno
Fresno er en by i Californien, USA. Byen, som ligger i San Joaquin-dalen 256 km SØ for Sacramento, har 542.107(2020) indbyggere og er dermed den sjettestørste by i delstaten.
Byen er grundlagt i 1872. I 1910 havde byen 24.900 indbyggere. Byen hed tidligere Millerton.